# Mercury-Atlas 9
Die Mission Mercury-Atlas 9 (MA-9) war der letzte bemannte Weltraumflug im Rahmen des US-amerikanischen Mercury-Programms.

## Besatzung
Am 13. November 1962, kurz nach dem erfolgreichen Flug von Mercury-Atlas 8, gab die NASA bekannt, dass der nächste und letzte Mercury-Flug von Gordon Cooper durchgeführt würde. Damit bekam auch der letzte noch wartende Astronaut des Mercury-Programms seine Mission. Fünf der sieben Mercury-Astronauten hatten bereits Flüge durchgeführt – dem siebten, Deke Slayton, war wegen eines Herzproblems die Flugtauglichkeit aberkannt worden.
Als Ersatzmann wurde Alan Shepard eingeteilt, der bereits am 5. Mai 1961 mit Mercury-Redstone 3 einen ballistischen Weltraumflug durchgeführt hatte.

## Vorbereitung
Dieser Flug sollte mit vorgesehenen 18 Erdumkreisungen wesentlich länger als die bisherigen dauern, so dass einige Systeme des Mercury-Raumschiffs umgerüstet werden mussten. Vier Mercury-Raumschiffe mit den Seriennummern 12, 15, 17 und 20 wurden dafür vorgesehen.
Das Mercury-Raumschiff mit der Seriennummer 20 wurde am 9. Oktober 1962 in Cape Canaveral angeliefert, wo noch weitere Änderungen an ihr vorgenommen wurden. Die Atlas-Trägerrakete verließ das Werk am 30. Januar 1963, fiel zwar zuerst durch die Qualitätskontrolle der NASA, bestand dann aber am 15. März. Am 21. März wurde die Rakete an der Startrampe errichtet, am 22. April 1963 wurde das Mercury-Raumschiff montiert.
Durch erhöhte Vorräte an Wasser, Treibstoff und Sauerstoff nahm das Gewicht des Raumschiffs zu, was dadurch ausgeglichen wurde, dass einige technische Apparate entfernt wurden. Unter anderem wurde das Periskop entfernt, das sich in den bisherigen Flügen nicht als besonders hilfreich herausgestellt hatte.
Eine Neuheit an Bord war eine spezielle Fernsehkamera, die zwei Bilder pro Sekunde senden konnte. Entsprechende Empfangseinrichtungen gab es an drei der Bodenstationen. Auch Coopers Raumanzug war eine Weiterentwicklung der bisher verwendeten Anzüge.
Da sich die Erde unter der Flugbahn von MA-9 weiter drehen würde, würde das Mercury-Raumschiff die gesamte Erdoberfläche zwischen dem 33. Breitengrad Nord und dem 33. Breitengrad Süd überstreichen. Aus diesem Grund waren noch mehr Kommunikations- und Bergungseinrichtungen notwendig.
Traditionellerweise durfte der Astronaut seinem Raumschiff einen Namen geben. Cooper wählte Faith 7 (englisch Faith = Glaube), um damit sein „Vertrauen auf Gott, auf sein Land und seine Teamkameraden“ zu symbolisieren.
Der Start war zuerst für den 14. Mai vorgesehen. Weil aber zuerst eine Radarstation auf den Bermudas Probleme hatte, und später ein Dieselantrieb im Startturm ausfiel, hatte sich der Zeitplan bereits so weit verzögert, dass der Start auf den Folgetag verschoben wurde.

## Flugverlauf

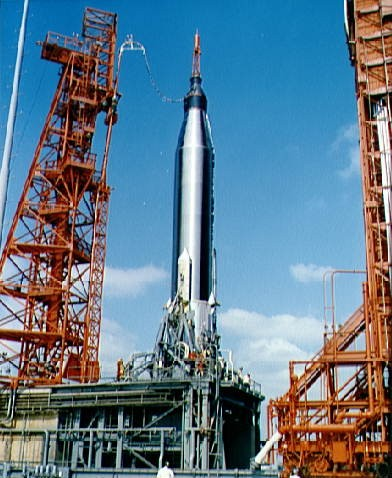
Startvorbereitungen

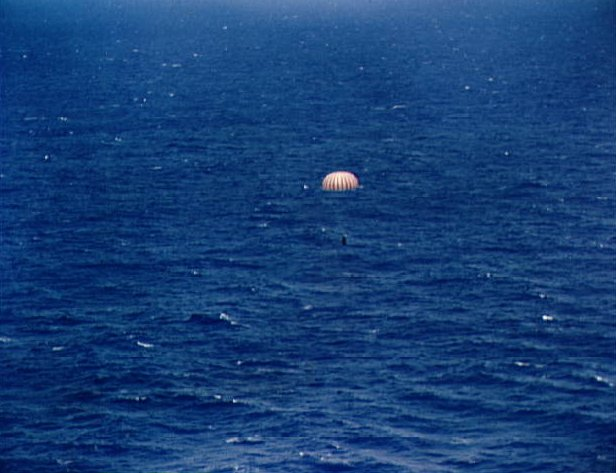
Faith 7 wassert im Pazifik

Mercury-Atlas 9 mit dem Raumschiff Faith 7 an der Spitze hob am 15. Mai 1963 ab und erreichte kurz darauf eine elliptische Umlaufbahn von 163 km Perigäum und 265 km Apogäum. In dieser Höhe war die Reibung durch die Atmosphäre so gering, dass eine Flugdauer von mindestens 24 Stunden anvisiert wurde.
Während des Fluges führte Cooper elf wissenschaftliche Experimente durch. Unter anderem setzte er eine Weltraumboje von 15 cm Durchmesser aus, um mit Hilfe ihres Blinklichtes die Sichtbarkeit von anderen Flugkörpern zu untersuchen. Es war das erste Mal, dass von einem Raumschiff ein weiterer Satellit ausgesetzt wurde.
Gordon Cooper war der erste US-amerikanische Astronaut, der in der Erdumlaufbahn schlief. Schon während der Wartezeiten auf der Startrampe war er mehrfach eingenickt. In der Schwerelosigkeit musste er nun darauf achten, dass er mit seinen schwebenden Armen nicht versehentlich Schalter und Hebel berührte.
Cooper berichtete, dass er aus der Umlaufbahn bei richtiger Beleuchtung und gutem Kontrast auch relativ kleine Objekte wie Lkws und Häuser auf der Erdoberfläche erkennen konnte. Aus den Rauchfahnen konnte er Windrichtung und Windgeschwindigkeit abschätzen.
Gegen Ende des Flugs fielen mehrere Systeme aus, und Cooper musste den Wiedereintritt manuell einleiten, wobei er vom Verbindungssprecher John Glenn unterstützt wurde. Faith 7 wasserte in der Nähe der Midwayinseln und wurde, mit Cooper noch an Bord, auf den Flugzeugträger Kearsarge gehievt, der auch schon Walter Schirra mit Sigma 7 geborgen hatte.

## Bedeutung für das Mercury-Programm
MA-9 war der letzte Flug im Rahmen des Mercury-Programms und bildete einen glanzvollen Schlusspunkt. Die ursprünglich gesetzten Ziele waren erreicht und übertroffen worden. Das Augenmerk der NASA richtete sich jetzt auf die Gemini-Raumschiffe, die für zwei Astronauten konstruiert waren und sich im Orbit steuern ließen. Außerdem sah das Gemini-Programm Kopplungen in der Erdumlaufbahn und Ausstiege von Astronauten vor, was mit Mercury-Raumschiffen technisch nicht möglich war.
Weil aber der erste Gemini-Start noch lange auf sich warten ließ, war ein weiterer Mercury-Flug im Gespräch, der die Flugdauer auf bis zu drei Tage ausdehnen sollte. Damit sollten wertvolle Erfahrungen mit Langzeitflügen gewonnen werden. Ein Mercury-Raumschiff mit der Seriennummer 15-B war noch verfügbar und mit Alan Shepard und Gordon Cooper standen auch zwei Astronauten bereit, die noch nicht so sehr ins Gemini-Programm eingebunden waren, dass sie dort unabkömmlich wären. Das Verteidigungsministerium hatte bereits zugesichert, wieder Schiffe und Flugzeuge für Kommunikation und Bergung zur Verfügung zu stellen.
Shepard, der sich berechtigterweise große Hoffnungen auf einen Raumflug im Orbit machte, hatte bereits den Namen Freedom 7 II auf das Raumschiff malen lassen, aber am 12. Juni 1963 bestätigte der NASA-Direktor James E. Webb gegenüber dem US-Senat, dass es keinen weiteren Mercury-Flug geben würde. Geldmittel und Arbeitskraft konnten so auf das Gemini-Programm konzentriert werden, das bereits unter Verzögerungen litt.
Aufgrund gesundheitlicher Probleme wurde Alan Shepard im Oktober 1963 von der Liste der aktiven Astronauten gestrichen, so dass ein weiterer Mercury-Flug nur durch Gordon Cooper hätte durchgeführt werden können, da alle anderen Astronauten bereits im Gemini-Projekt eingebunden waren.